# Miguel Gameiro
Miguel Gameiro (Lisboa, 15 de fevereiro de 1974) é vocalista fundador da banda portuguesa Pólo Norte e cantor solo desde 2010.
Inicia-se na música em 1992, com 18 anos, como um dos fundadores  dos Pólo Norte. Desde cedo se interessou pela escrita e pela música, interesse esse que se viria a revelar crucial na composição de algumas das mais emblemáticas canções do grupo.
Em 1994 foi editado o primeiro álbum do grupo, Expedição.
Colaborou com Paulo Pedro Gonçalves no projeto Ovelha Negra. Anda em digressão com o projeto Portugal A Cantar.
Em 2010 lançou o seu disco de estreia a solo "A Porta ao Lado" enquanto o grupo Pólo Norte faz uma pausa.
O álbum 11 Canções foi lançado em 2013.
Em 2015 é o autor da canção "Há um mar que nos separa", interpretada por Leonor Andrade, que vence o Festival RTP da Canção desse ano.

## Discografia
- A Porta ao Lado — 2010[2]
- 11 Canções — 2013[2]

## Colaborações
- Ovelha Negra (1998)
- Portugal A Cantar (2003)